# Paul Scheuermeier
Paul Scheuermeier (Zúric, 25 de setembre de 1888 – Berna, 13 d'agost de 1973) fou un romanista suís conegut pels seus treballs sobre dialectologia i etnolingüística italiana i, particularment, per la seva contribució a l'Atlante Italo-Svizzero (AIS), l'atles lingüístic d'Itàlia i Suïssa.
Paul Scheuermeier va completar els estudis de batxillerat el 1907 a Winterthur, va estudiar magisteri a la Universitat de Zúric (1907-10) i va treballar com a professor de primària i, més tard, de secundària a Bauma. El 1913, però, va tornar a la Universitat de Zúric per estudiar romanística i el mateix any va participar en una excursió dialectològica als Grisons, organitzada pel seminari romànic i dirigida per Louis Gauchat i Jakob Jud. Els estius de 1915 i 1916 va realitzar viatges de recerca als Grisons, al Ticino i a l'oest de Suïssa per realitzar la seva tesi doctoral sobre les denominacions del concepte "cova" en els dialectes dels Alps, tesi que va defensar el 1918.
Un any després, Jud li va demanar de participar en les enquestes de l'AIS, enquestes que va començar pels Grisons a finals de 1919 i que continuà pel Ticino, i cap al sud per Itàlia fins a abril de 1925, quan completà, a la província de Roma, un total de 306 enquestes.
Va tornar a Suïssa i va assumir el càrrec de professor de secundària a Berna, però encara va utilitzar els períodes de vacances dels anys 30 a 32 per viatjar per Itàlia, juntament amb el pintor bernés Paul Boesch per documentar els aspectes de la cultural popular material; aquesta recollida de documentació va donar lloc a una publicació en dos volums amb un total de 873 fotografies i 922 dibuixos i xilografies de Paul Boesch.
El 1963 fou nomenat acadèmic corresponent estranger de l'Accademia della Crusca en reconeixement de la seva contribució a la dialectologia italiana. Un any més tard, la Universitat de Berna el va nomenar Doctor honoris causa.